# Rózsa László (labdarúgó)
Rózsa László (Zalaszentgrót, 1965. november 14. –) labdarúgó, középpályás, futsaljátékos.

## Pályafutása
A Zalaegerszegi TE csapatában mutatkozott az élvonalban 1984. október 7-én a Honvéd ellen, ahol csapata 3–0-s vereséget szenvedett. 1984 és 1992 között 112 bajnoki mérkőzésen szerepelt a ZTE-ben és hat gólt szerzett. 1992 és 1994 között a Pécsi MSC csapatában szerepelt és 40 bajnoki mérkőzésen lépett pályára és három gólt szerzett. Utolsó mérkőzésen a Csepel ellen 1–0-s győzelmet aratott csapata.
Az 1989-es futsal-világbajnokságon is játszott a magyar teremválogatottban - a ZTE labdarúgójaként -, ahol öt szerzett góllal vonta magára a figyelmet (a gólkirályok 6-6 góllal jártak az élen).

## Sikerei, díjai
- Magyar bajnokság
  - 4.: 1984–85, 1985–86

## Adatbankok
foci-info.hu (magyarul) - Hozzáférés: 2022. november 5.
magyarfutball.hu (magyarul) - Hozzáférés: 2022. november 5.